# Рокка, Анджело
Анджело Рокка (итал. Angelo Rocca) (1545—1620) — итальянский филолог и гуманист, библиотекарь и епископ, основатель библиотеки Анджелика в Риме, носящей его имя. С 1604 г. – публичная библиотека.

## Библиотека
Анджело Рокка также известен под именем Камерас Камеринус из августинского монастыря в Камерино. Учился в Перудже, Риме и Венеции. В 1577 г. он получил степень доктора богословия в Падуе. После службы в качестве генерального настоятеля монастыря августинцев в 1579 г., в 1585 г. он возглавил типографию Ватикана.
В 1595 г. был назначен ризничим в апостольском дворце.
Из произведений Рокка («Opera omnia», 1719) наиболее выдающимся является «Osservazioni intorno alle bellezze della lingua latina» (1576).